# Eduard Schön (fotbalista)
Eduard Schön (19. května 1924 Brno-Husovice – 29. prosince 2003 Brno) byl český fotbalový útočník, později nastupoval především jako obránce a defenzivní záložník. Po skončení hráčské kariéry se stal trenérem.

## Život
Pocházel z Husovic. Zemřel na rakovinu. Je pohřben na Ústředním hřbitově v Brně. Ve Zbrojovce Brno hrával na konci šedesátých let i jeho syn Josef Schön.

## Hráčská kariéra
V československé lize hrál za Zbrojovku Židenice (dobový název Zbrojovky Brno) a MEZ Židenice (tento klub nemá nic společného s SK Židenice/Zbrojovkou). Celkem zasáhl do 40 utkání, vstřelil jednu prvoligovou branku. V závěru hráčské kariéry hrál za Žabovřesky.
S fotbalem začínal na plácku na Radlase. Přestože přišel z Husovic jako útočník, ve Zbrojovce hrával převážně v obraně, popřípadě jako defenzivní záložník. Byl vyhlášen ostrými zákroky a enormním zaujetím pro hru, jak potvrdili jeho bývalí spoluhráči Josef Jaroš a Vlastimil Bubník.
Zasáhl do všech utkání MEZ Židenice v I. lize, což se povedlo už jen Františku Samuelčíkovi.

### Prvoligová bilance
| Ročník         | Zápasy | Góly | Minuty | Klub                   |
| -------------- | ------ | ---- | ------ | ---------------------- |
| I. liga 1949   | 14     | 0    | –      | ZSJ Zbrojovka Židenice |
| I. liga 1952   | 26     | 1    | –      | ZSJ MEZ Židenice       |
| CELKEM I. LIGA | 40     | 1    | –      |                        |

## Trenérská kariéra
Ve Zbrojovce Brno později několik let působil jako trenér B-mužstva.